# Saison 2021-2022 du Standard de Liège
Maillots
Chronologie
Saison précédente Saison suivante
L' exercice 2021-2022 du Standard de Liège voit le club évoluer en Jupiler Pro League. Il s'agit de la 105e saison des Rouches au plus haut niveau du football national, la 100e consécutive, record absolu au sein du Royaume. Il participe également à la Coupe de Belgique.
Adidas est de retour en tant qu'équipementier dix-huit ans après son dernier partenariat avec les Liégeois.

## Historique

### Mercato
Jean-François Gillet met un terme à sa belle carrière et devient l'entraineur des gardiens.
Le Matricule 16 voit surtout le départ de son jeune capitaine Zinho Vanheusden pour le Calcio : Konstantínos Laïfis portera le brassard en début de saison avant de le céder à Arnaud Bodart.
Après avoir refusé de rejoindre les champions brugeois, "brossé" un entrainement et... envoyé un huissier au club pour signifier son intention de recourir à la loi de 78 (afin de mettre unilatéralement un terme à son contrat au Standard), Michel-Ange Balikwisha rallie l'Antwerp où l'attendent un meilleur salaire qu'en Venise du Nord ainsi qu'une concurrence moins rude, les deux clubs étant en effet parvenu à un accord sur une indemnité de transfert de six millions d'euros, une somme qui n'est plus que légèrement inférieure à celle que proposaient les Blauw en Zwart.

### Championnat
A l'issue du deuxième match de la saison, les joueurs décident de reverser leur prime de victoire aux personnes sinistrées à la suite des inondations ayant frappé la Belgique pendant le mois de juillet. Le 20 août, à la suite de l'instauration du Covid safe ticket, Sclessin voit le retour de ses abonnés après un an et demi d'absence due à la pandémie. Le 4 octobre, le club annonce avoir mis fin à sa collaboration avec Mbaye Leye mais également ses deux ajoints, Patrick Asselman (T2) et Éric Deflandre (T3, il était présent dans le staff de l'équipe première depuis 2015). Le Slovène Luka Elsner, jusqu' alors actif au KV Courtrai, est nommé trois jours plus tard à la tête des Rouches. Il sera secondé par Will Still qui occupait le même poste au Stade de Reims après quelques mois passés au Beerschot la saison dernière en tant que T1 intérimaire. La semaine suivante, le CEO du club Alexandre Grosjean indique que le directeur sportif Benjamin Nicaise a également été démis de ses fonctions. Un mois avant l'ouverture du mercato d'hiver, il est déjà acquis que Hugo Siquet rejoindra le SC Fribourg, formation occupant à cet instant le 4ème rang en Bundesliga. Toutes les rencontres des 21e, 22e, 23e et 24e journées ont lieu à huis clos sur ordre des autorités, en raison des 4e et 5e vagues de propagation du Covid-19. Si les rencontres des 5 et 27 février contre le Cercle et la Gantoise se déroulent également dans un stade de Sclessin entièrement vide, c'est par contre en raison d'une sanction prise à l'égard du club à la suite des débordements de certains supporters rouches lors du dernier derby wallon. La fin du match contre le Cercle a suscité de nombreux débats car un but de la tête de Moussa Sissako validé par l'arbitre et le juge de ligne a été finalement annulé par le VAR pour une position de hors-jeu millimétrique. L'Union belge a reconnu l'erreur du VAR mais a maintenu le résultat (1-1) de la rencontre.

## Changement de direction
Le 11 mars 2022, le président Bruno Venanzi annonce la reprise du club à 100 % par le fonds américain 777 Partners. La signature du protocole d’accord de cession est réalisée et la conclusion de la cession suivra d’ici quelques semaines. Cette  société américaine d’investissements alternatifs déclare avoir été particulièrement séduite par plusieurs caractéristiques essentielles du club qui sont : 
- un club historique belge et européen de tradition jouissant d’une extraordinaire ferveur populaire et doté d’un des plus beaux palmarès nationaux.
- un club formateur de premier plan ayant une très belle réputation dans le développement des jeunes talents pour en faire des joueurs professionnels de qualité qui exercent leur passion au plus haut niveau.
- une marque nationale et internationale très forte au potentiel immense[4].

## Équipements
| Marque :           |  | Adidas                |
| Sponsors maillot : |  | Voo, Circus & Cainiao |

## Transferts[5]

### Mercatod'été

#### Transferts entrants[6]
| Nom            | Poste     | Nationalité sportive             | Provenance        | Transfert | Fin du contrat | Note |
| -------------- | --------- | -------------------------------- | ----------------- | --------- | -------------- | ---- |
| Aron Dønnum    | Attaquant | Norvège                          | Vålerenga Fotball | 1,5 M     | 30 juin 2025   |      |
| Glody Likonza  | Milieu    | République démocratique du Congo | TP Mazembe        | en prêt   | 30 juin 2022   |      |
| Niels Nkounkou | Défenseur | France                           | Everton FC        | en prêt   | 30 juin 2022   |      |
| Daouda Peeters | Milieu    | Belgique                         | Juventus          | en prêt   | 30 juin 2022   |      |
| Hamza Rafia    | Milieu    | Tunisie                          | Juventus          | en prêt   | 30 juin 2022   |      |

#### Transferts sortants
| Nom                      | Poste     | Nationalité sportive | Destination                                | Transfert       | Fin du contrat | Note                     |
| ------------------------ | --------- | -------------------- | ------------------------------------------ | --------------- | -------------- | ------------------------ |
| Felipe Avenatti          | Attaquant | Uruguay              | Royale Union Saint-Gilloise puis Beerschot | Prêt            |                |                          |
| Michel-Ange Balikwisha   | Attaquant | Belgique             | Royal Antwerp FC                           | 6 M             |                |                          |
| Joachim Carcela-Gonzalez | Milieu    | Belgique             | Royal Excel Mouscron                       | Transfert libre |                |                          |
| Duje Čop                 | Attaquant | Croatie              | Dinamo Zagreb                              | Transfert libre |                |                          |
| Allan Delferrière        | Défenseur | Belgique             | MVV Maastricht puis Hibernian FC           | Prêt            |                |                          |
| Louis Fortin             | Gardien   | Belgique             | La Gantoise                                |                 |                |                          |
| Jean-François Gillet     | Gardien   | Belgique             | /                                          | Fin de carrière |                |                          |
| Laurent Jans             | Défenseur | Luxembourg           | Sparta Rotterdam                           | Transfert libre |                |                          |
| Obbi Oularé              | Attaquant | Belgique             | Barnsley FC                                |                 |                |                          |
| Eden Shamir              | Milieu    | Israël               | Maccabi Tel-Aviv                           | Prêt            |                | Prêt avec option d'achat |
| Eddy Sylvestre           | Attaquant | France               | Pau FC                                     | Prêt            |                |                          |
| Zinho Vanheusden         | Défenseur | Belgique             | Inter Milan                                | 16 M            |                | Prêté à Genoa            |

### Mercato d'hiver

#### Transferts entrants[6]
| Nom               | Poste     | Nationalité sportive | Provenance          | Transfert | Fin du contrat | Note            |
| ----------------- | --------- | -------------------- | ------------------- | --------- | -------------- | --------------- |
| Mathieu Cafaro    | Milieu    | France               | Stade de Reims      |           |                |                 |
| Gilles Dewaele    | Défenseur | Belgique             | KV Courtrai         |           |                |                 |
| Renaud Emond      | Attaquant | Belgique             | FC Nantes           |           |                |                 |
| Pathé Mboup       | Attaquant | Sénégal              | AS Dakar Sacré-Cœur |           |                | Intègre les U21 |
| Joachim Van Damme | Milieu    | Belgique             | FC Malinois         |           |                |                 |

#### Transferts sortants
| Nom              | Poste     | Nationalité sportive             | Destination        | Transfert | Fin du contrat | Note                  |
| ---------------- | --------- | -------------------------------- | ------------------ | --------- | -------------- | --------------------- |
| Ameen Al-Dakhil  | Défenseur | Belgique                         | Saint-Trond VV     |           |                |                       |
| Aron Dønnum      | Attaquant | Norvège                          | Vålerenga Fotball  | Prêt      |                | Du 30 mars au 30 juin |
| Collins Fai      | Défenseur | Cameroun                         | Al Taï Club        |           |                |                       |
| Nicolas Gavory   | Défenseur | France                           | Fortuna Düsseldorf |           |                |                       |
| João Klauss      | Attaquant | Brésil                           | Saint-Trond VV     |           | Prêt arrêté    |                       |
| Maxime Lestienne | Milieu    | Belgique                         | Lion City Sailors  |           |                |                       |
| Glody Likonza    | Milieu    | République démocratique du Congo | TP Mazembe         |           | Prêt arrêté    |                       |
| Jackson Muleka   | Attaquant | République démocratique du Congo | Kasimpasa          | Prêt      |                |                       |
| Hamza Rafia      | Milieu    | Tunisie                          | US Cremonese       |           | Prêt arrêté    |                       |
| Hugo Siquet      | Défenseur | Belgique                         | SC Fribourg        |           |                |                       |

## Résultats

### Matches de préparation
Toujours en raison de la pandémie de Covid-19, les quatre premières rencontres amicales d'avant-saison des Rouches sur le sol belge se disputent à huis clos, au SL16 Football Campus. Les supporters devaient faire leur retour dans les travées de Sclessin lors du dernier match contre Rennes, mais ce ne sera pas le cas à la suite des terribles inondations ayant frappé la région les jours précédents. Les maillots portés par les Standardmen contre Genk lors de la première journée de championnat sont d'ailleurs mis aux enchères au profit des victimes des intempéries.
| Date       | Adversaire           | Division    | Lieu               | Résultat | Buteurs pour le Standard     |
| ---------- | -------------------- | ----------- | ------------------ | -------- | ---------------------------- |
| 26/06/2021 | Union Rochefort      | Nationale 3 | Académie (4 x 30') | 1-3      | Klauss (pen)                 |
| 30/06/2021 | Union Saint-Gilloise | Division 1A | Académie           | 0-0      |                              |
| 03/07/2021 | Cercle de Bruges     | Division 1A | Académie           | 3-2      | Dragus, Ngoy, Muleka         |
| 07/07/2021 | Racing Club de Lens  | Ligue 1     | Ext                | 1-1      | Muleka                       |
| 10/07/2021 | FC Malines           | Division 1A | Académie           | 2-2      | Dragus, Klauss               |
| 17/07/2021 | Stade rennais        | Ligue 1     | Académie           | 3-3      | Klauss (pen), Raskin, Klauss |

### Division 1A

#### Phase régulière
| Date            | N o | Adversaire         | Lieu | Résultat | Buteurs pour le Standard            | Points | Place | Affluence |
| --------------- | --- | ------------------ | ---- | -------- | ----------------------------------- | ------ | ----- | --------- |
| 23 juillet 2021 | J01 | KRC Genk           | Dom  | 1-1      | Laifis 69e                          | 1      | 9e    | 9 000     |
| 1er août        | J02 | Zulte Waregem      | Ext  | 1-2      | Klauss 59e (pen), Tapsoba 89e       | 4      | 3e    | 4 124     |
| 8 août          | J03 | Royal Antwerp FC   | Dom  | 2-5      | Muleka 55e, Dragus 77e              | 4      | 12e   | 8 038     |
| 15 août         | J04 | Beerschot          | Ext  | 0-1      | Klauss 64e                          | 7      | 7e    | 4 000     |
| 20 août         | J05 | KV Oostende        | Dom  | 1-0      | Amallah 78e                         | 10     | 3e    | 16 261    |
| 28 août         | J06 | Union St-Gilloise  | Ext  | 4-0      |                                     | 10     | 6e    | 6 255     |
| 12 septembre    | J07 | RFC Seraing        | Ext  | 0-1      | Amallah 21e (pen)                   | 13     | 3e    | 7 000     |
| 19 septembre    | J08 | RSC Anderlecht     | Dom  | 0-1      |                                     | 13     | 7e    | 24 000    |
| 25 septembre    | J09 | Saint-Trond VV     | Dom  | 1-2      | Gavory 45e                          | 13     | 11e   | 20 456    |
| 1er octobre     | J10 | KV Mechelen        | Ext  | 3-1      | Dragus 82e                          | 13     | 12e   | 15 067    |
| 16 octobre      | J11 | OH Louvain         | Dom  | 2-2      | Tapsoba 39e, Dragus 50e             | 14     | 13e   | 18 645    |
| 23 octobre      | J12 | Cercle Bruges      | Ext  | 1-1      | Bastien 4e                          | 15     | 13e   | 3 552     |
| 30 octobre      | J13 | KV Kortrijk        | Dom  | 1-1      | Bokadi 82e                          | 16     | 12e   | 16 852    |
| 7 novembre      | J14 | Club Brugge        | Ext  | 2-2      | Donnum 39e, Dussenne 52e (pen)      | 17     | 13e   | 26 305    |
| 20 novembre     | J15 | KAS Eupen          | Dom  | 1-0      | CSC 45+3e                           | 20     | 12e   | 16 341    |
| 28 novembre     | J16 | La Gantoise        | Ext  | 3-1      | Donnum 68e                          | 20     | 12e   | 18 120    |
| 5 décembre      | J17 | Sporting Charleroi | Dom  | 0-3      |                                     | 20     | 13e   | 22 512    |
| 12 décembre     | J18 | Royal Antwerp FC   | Ext  | 2-3      | Laifis 57e, Carcela 87e, Muleka 89e | 23     | 10e   | 10 980    |
| 19 décembre     | J20 | OH Louvain         | Ext  | 2-1      | Fai 94e                             | 23     | 12e-1 | 4 820     |
| 26 décembre     | J21 | Zulte Waregem      | Dom  | 0-1      |                                     | 23     | 15e-1 | huis clos |
| 16 janvier 2022 | J22 | RSC Anderlecht     | Ext  | 1-1      | Dragus 86e                          | 24     | 14e-1 | huis clos |
| 23 janvier      | J23 | Club Brugge        | Dom  | 2-2      | Cafaro 10e, Emond 48e               | 25     | 14e-1 | huis clos |
| 26 janvier      | J24 | KAS Eupen          | Ext  | 0-2      | Emond 45e, Dragus 90e               | 28     | 12e-1 | huis clos |
| 30 janvier      | J25 | KV Mechelen        | Dom  | 1-2      | Cafaro 44e                          | 28     | 12e-1 | 10 286    |
| 5 février       | J26 | Cercle Bruges      | Dom  | 1-1      | Raskin 55e                          | 29     | 13e-1 | huis clos |
| 13 février      | J27 | KRC Genk           | Ext  | 2-0      |                                     | 29     | 13e-1 | 13 581    |
| 19 février      | J28 | KV Oostende        | Ext  | 1-0      |                                     | 29     | 14e-1 | 3 267     |
| 27 février      | J29 | La Gantoise        | Dom  | 0-1      |                                     | 29     | 14e-1 | huis clos |
| 2 mars          | J19 | Beerschot          | Dom  | 1-0      | Dragus 34e                          | 32     | 14e   | 9 423     |
| 6 mars          | J30 | Sporting Charleroi | Ext  | 0-0      |                                     | 33     | 13e   | 13 000    |
| 13 mars         | J31 | RFC Seraing        | Dom  | 0-1      |                                     | 33     | 13e   | 16 167    |
| 20 mars         | J32 | KV Kortrijk        | Ext  | 0-1      | Amallah 77e                         | 36     | 13e   | 6 576     |
| 3 avril         | J33 | Union St-Gilloise  | Dom  | 1-3      | Sissako 24e                         | 36     | 13e   | 21 367    |
| 10 avril        | J34 | Saint-Trond VV     | Ext  | 3-0      |                                     | 36     | 14e   | 10 076    |

Un exposant rouge indique le nombre de rencontres en retard.

### Coupe de Belgique
| Date        | Tour              | Club visité       | Club visiteur     | Aller      | Total | Retour | Buteurs pour le Standard | Affluence |
| ----------- | ----------------- | ----------------- | ----------------- | ---------- | ----- | ------ | ------------------------ | --------- |
| 26 octobre  | 1/16ème de finale | R. Excel Mouscron | Standard de Liège | 0-1        | /     | /      | Klauss 7e (pen)          |           |
| 2 décembre  | 1/8ème de finale  | Standard de Liège | Beerschot         | 2-0 (a.p.) | /     | /      | Muleka 96e, Bokadi 119e  |           |
| 22 décembre | 1/4 de finale     | KAA Gent          | Standard de Liège | 3-1        | /     | /      | Donnum 46e               |           |

## Statistiques
Les matchs amicaux ne sont pas pris en compte.

### Classement des buteurs
| Rang | Joueur                | Buts |
| ---- | --------------------- | ---- |
| 1er  | Denis Drăguș          | 6    |
| 2e   | Selim Amallah         | 3    |
| 2e   | Aron Dønnum           | 3    |
| 2e   | João Klauss           | 3    |
| 2e   | Jackson Muleka        | 3    |
| 6e   | Merveille Bope Bokadi | 2    |
| 6e   | Mathieu Cafaro        | 2    |
| 6e   | Renaud Emond          | 2    |
| 6e   | Konstantínos Laïfis   | 2    |
| 6e   | Abdoul Tapsoba        | 2    |
| 11e  | Samuel Bastien        | 1    |
| 11e  | Mehdi Carcela         | 1    |
| 11e  | Noë Dussenne          | 1    |
| 11e  | Collins Fai           | 1    |
| 11e  | Nicolas Gavory        | 1    |
| 11e  | Nicolas Raskin        | 1    |
| 11e  | Moussa Sissako        | 1    |

### Classement des passeurs
| Rang | Joueur         | Passes |
| ---- | -------------- | ------ |
| 1er  | João Klauss    | 4      |
| 1er  | Nicolas Raskin | 4      |
| 3e   | Selim Amallah  | 2      |
| 3e   | Mathieu Cafaro | 2      |
| 3e   | Mehdi Carcela  | 2      |
| 3e   | Aron Dønnum    | 2      |
| 3e   | Denis Drăguș   | 2      |
| 8e   | Gojko Cimirot  | 1      |
| 8e   | Collins Fai    | 1      |
| 8e   | Jackson Muleka | 1      |
| 8e   | Hamza Rafia    | 1      |
| 8e   | Hugo Siquet    | 1      |
| 8e   | Abdoul Tapsoba | 1      |